# Baig Afzal
Baig Afzal (* 10. April 1984 in Ghakhar Mandi) ist ein pakistanischer Leichtathlet, der sich auf den Sprint spezialisiert hat.

## Karriere
Erste internationale Erfahrungen sammelte Baig Afzal im Jahr 2003, als er bei den Hallenweltmeisterschaften in Birmingham im 60-Meter-Lauf mit 7,24 s in der ersten Runde ausschied. Im Jahr darauf belegte er bei den Hallenasienmeisterschaften in Teheran in 7,07 s den achten Platz und anschließend erreichte er bei den Südasienspielen in Islamabad in 21,41 s den fünften Platz im 200-Meter-Lauf. 2005 wurde er bei den Islamic Solidarity Games in Mekka in 21,82 s Achter über 200 Meter und erreichte im 100-Meter-Lauf das Halbfinale, in dem er mit 10,85 s ausschied. Dank einer Wildcard nahm er daraufhin an den Weltmeisterschaften in Helsinki teil, scheiterte dort aber mit 22,54 s in der Vorrunde. 2006 belegte er bei den Südasienspielen in Colombo in 21,91 s den fünften Platz über 200 Meter. 2010 bestritt er in Karatschi seinen letzten Wettkampf.
2007 wurde Afzal pakistanischer Meister im 200-Meter-Lauf.

## Persönliche Bestleistungen
- 100 Meter: 10,42 s (0,0 m/s), 12. April 2005 in Mekka (pakistanischer Rekord)
  - 60 Meter (Halle): 6,97 s, 6. Februar 2004 in Teheran
- 200 Meter: 21,41 s, 3. April 2004 in Islamabad